# Setge de la Bisbal d'Empordà de 1465
El setge de la Bisbal d'Empordà de 1465 fou un episodi de la Guerra Civil catalana del segle xv. Es va desenvolupar durant la primavera de 1465 i va mobilitzar un nombre considerable de tropes.

## Antecedents
El febrer de 1464 la Bisbal d'Empordà, que era possessió de la mitra gironina i amb l'esclat de la guerra s'havia declarat rebel, es va lliurar a traïció a les forces de Joan II. Amb la derrota a la batalla de Calaf, Pere de Portugal necessitava una acció que moralitzés i donés prestigi a la seva causa, de manera que va començar un setge de grans proporcions sobre aquesta vila empordanesa l'abril de 1465, juntament amb tot un seguit d'operacions per tal de rendir les places rebels de l'Empordà i aïllar Girona per acabar-la sotmetent.

## El setge
El rei Joan hi va enviar una força de 2.500 homes (segons l'historiador Zurita) comandats pel castellà d'Amposta, Bernat Hug de Rocabertí, i van aconseguir foragitar els assetjants sense que aquests haguessin pogut prendre la vila. Ara bé, quan aquest va marxar, les forces de Pere el Conestable van poder prendre la vila el 7 de juny. Amb tot, un mes més tard, les tropes de Bernat Hug van tornar a recuperar la Bisbal, defensada per Joan Margarit i Pau per al bàndol reialista, juntament amb el castell de Púbol. Durant aquestes operacions el castellà d'Amposta fou fet presoner per unes companyies portugueses, però va poder escapolir-se'n.
En el setge de la Bisbal va morir Martí Joan de Rocabertí, germà del vescomte Jofre VII de Rocabertí i cosí de Bernat Hug. Segons es diu, va caure de la muralla o d'una torre abraçat a un soldat borgonyó.

## Conseqüències
Malgrat el desplegament bèl·lic, les tropes del Conestable no van poder canviar l'statu quo de l'Empordà durant aquesta fase de la guerra, per tant, el tan esperat setge de Girona que li havia de donar el prestigi absolut i segurament un caire nou a la guerra no va poder realitzar-se. D'aquesta manera el Conestable no va adquirir ni prestigi bèl·lic ni tampoc cap mena d'avenç territorial.